# Pliomelaena shirouzui
Pliomelaena shirouzui är en tvåvingeart som beskrevs av Ito 1984. Pliomelaena shirouzui ingår i släktet Pliomelaena och familjen borrflugor. Inga underarter finns listade i Catalogue of Life.